# Lilian Boardová
Lillian Barbara Boardová (13. prosince 1948, Durban – 26. prosince 1970 Mnichov) byla britská atletka, běžkyně, mistryně Evropy v běhu na 800 metrů z roku 1969.
Její běžecká kariéra trvala pouhé dva roky. V roce 1968 vybojovala na olympiádě v Mexiku stříbrnou medaili v běhu na 400 metrů, byla rovněž členkou štafety na 4 × 400 metrů, která skončila sedmá. O rok později na evropském šampionátu v Athénách zvítězila v běhu na 800 metrů. Druhou zlatou medaili připojila jako členka vítězné britské štafety na 4 × 400 metrů. V roce 1970 zemřela na rakovinu tlustého střeva.